# 1028
1028. је била проста година.

## Догађаји
- Википедија:Непознат датум — Владавина арапске династије Абадида у Севиљи у данашњој Шпанији (од 1023. до 1091).
- 14. април – Десетогодишњи Хајнрих III, син цара Конрада II (Старијег), изабран је и крунисан за краља Немачке у Ахенској катедрали од стране Пилгрима, надбискупа Келна.

- 11. новембар – Цар Константин VIII умире у Цариграду након трогодишње владавине.На самрти, без мушког наследника, Константин доноси одлуку да га наследи његова најстарија ћерка, Зоја Порфирогенита, и уда се за византијског племића, Романа III Аргира (Аргироса).
- 15. новембар – Зоја Порфирогенита ступа на престо као царица супруга. Њен муж, Роман III (60 година), постаје цар Византијског царства.
- Кнут Велики плови из Енглеске у Норвешку са флотом од 50 бродова. Побеђује Улава II и крунише се за краља Норвешке. Кнут постаје једини владар Енглеске, Данске и дела Шведске (познате као Данско Северноморско царство).
- Краљ Санчо Гарсес III (Велики) осваја Кастиљу (данашња Шпанија)

## Рођења
- Википедија:Непознат датум — Вилијам I Освајач, енглески краљ (†1087)

## Смрти
- Википедија:Непознат датум — Преподобни Јевтимије хришћански светитељ